# 美聯社電視新聞署
美聯社電視新聞署（英語：Associated Press Television News，简称，缩写）是一個知名的全球性新聞頻道，設立于1994年，總部位于英國倫敦，為美聯社的控股公司，提供各種新聞與體育節目。

## 外部連結
- APTN網站 （页面存档备份，存于）